# Paul Ewald
Paul Peter Ewald  (23 de enero de 1888, Berlín, Alemania - 22 de agosto de 1985, Ithaca, Nueva York, Estados Unidos) fue un cristalógrafo y físico alemán, uno de los pioneros de la cristalografía de rayos X, miembro de la Real Sociedad de Londres, y fundador y presidente de la Unión Internacional de Cristalografía.

## Biografía

### Educación
Paul Ewald nació en Berlín en 1888. Su padre era profesor de historia en la Universidad de Berlín y su madre era pintora. Ewald apredió francés e inglés antes de empezar la escuela. Su educación en Berlín y Potsdam, le inculcó una gran afición a la literatura y al griego clásico. Estudió Física, Química, y Matemáticas en la universidad Gonville y Caius en Cambridge, durante el invierno de 1905.  En 1906 y 1907 continuó su educación universitaria en la Universidad de Göttingen, donde sus intereses se centraron principalmente en las matemáticas, un campo en el que en aquel tiempo, Göttingen era un centro de renombre mundial bajo los tres «mandarines» Felix Klein, David Hilbert, y Hermann Minkowski.  En 1907,  se trasladó  a la Universidad Ludwig Maximilians de Múnich, para realizar un doctorado en Física Teórica bajo la supervisión de Arnold Sommerfeld. Obtuvo el doctorado en 1912 por su trabajo sobre las leyes de propagación de la radiación en cristales, tras lo cual permaneció en Múnich como asistente de Sommerfeld.
Durante las vacaciones de Navidad de 1911 y en enero de 1912, mientras Ewald estaba finalizando la escritura de su tesis, le consultó a Max von Laue sobre algunos aspectos de su trabajo. Al enterarse Laue durante esta conversación de que la distancia entre los resonadores en el modelo de cristal de Ewald era del mismo orden que la longitud de onda de los rayos X, concibió la idea de intentar un experimento de difracción de rayos X por cristales, trabajo que Sommerfeld describió en la Physikalische Gesellschaft de Göttingen y por el que Laue recibió el premio Nobel de Física en 1914. Estos experimentos confirmaron la presencia de difracción cristalina, interpretada por von Laue como la extensión a tres dimensiones de la difracción de Fraunhofer por un enrejado y por el físico británico William Lawrence Bragg como la interferencia de los rayos X reflejados por planos cristalinos paralelos. En 1913, Paul Ewald demostró que ambas interpretaciones eran equivalentes.

### Carrera temprana
Dado el auge de la física teórica en la primeral parte del siglo xx y su fundamento en las matemáticas, David Hilbert decidió involucrarse en la formalización de las ciencias, empezando con la física.  En 1912, Hilbert solicitó a su amigo y colega Arnold Sommerfeld que le enviara un asistente especializado en física. Sommerfeld seleccionó a Ewald para servir de «tutor de física de Hilbert», función que desempeñó hasta 1913, cuando Sommerfeld envió a otro alumno suyo, Alfred Landé. El primer problema asignado a Ewald fue revisar la controversia en la literatura sobre las constantes de elasticidad en cristales y redactar un informe. Unos cuantos años más tarde, Max Born solucionó el problema.
Durante la estancia de Ewald en Göttingen, visitaba con frecuencia El BoKaReBo, una casa de huéspedes regentada por la Hermana Annie en Dahlmannstrasse 17.  El nombre provenía de las primeras letras de los nombres de sus huéspedes: «El» de Ella Philippson —estudiante de medicina—, «Bo» de Max Born  y Hans Bolza —estudiante de físicas, «Ka» para Theodore von Kármán, profesor,  y «Re» de Albrecht Renner, también estudiante de medicina. Allí, Ewald conoció a Ella Philippson, quien se convertiría en su mujer.
En la primavera de 1913, Niels Bohr publicó su teoría del modelo atómico. Ewald asistió a discusiones sobre la teoría de radiación y el modelo atómico de Bohr en una reunión de la Asociación Británica en Birmingham,  lo que abocó en comienzo de una nueva área de investigación para Sommerfeld y su alumnado: el estudio e interpretación de los espectros atómico y moleculares y la confección de modelos teóricos de la estructura atómica y molecular.
Durante la Primera Guerra Mundial, Ewald sirvió en el ejército alemán como técnico médico. Cuando el tiempo se lo permitía, continuaba pensando sobre la física de su tesis doctoral, y desarrolló la teoría dinámica de la difracción de rayos X, en la que basó su disertación de habilitación.  Tras acabar la guerra,  regresó a Múnich como ayudante de Sommerfeld y completó su habilitación en 1917.
En 1921, durante su estancia en el laboratorio de Sommerfeld en Múnich, Ewald publicó un artículo sobre la aplicación de la función theta al análisis de campos de dipolo en cristales, derivado de su trabajo anterior en la teoría dinámica de óptica y difracción en cristales, el cual apareció en tres publicaciones. Según Ewald, la concepción del nuevo método ocurrió durante una excursión de esquí en Mittenwald durante la Semana Santa de 1911. Sommerfeld organizaba este tipo de excursiones a la montaña para sus alumnos y asistentes, y las discusiones sobre física eran tan arduas como el ejercicio físico.  Ewald tenía dificultades para sustraer el campo dipolar en sus cálculos, hasta que un antiguo estudiante de Sommerfeld, Peter Debye, le sugirió la solución. Este trabajo ha sido ampliamente citado en la literatura científica.

### Estancia en la Universidad Técnica de Stuttgart
Cuando Erwin Schrödinger anunció que dejaba su posición de profesor en la universidad Técnica de Stuttgart, la institución contactó a Ewald para ocupar el puesto vacante. Ewald aceptó la posición en 1921.  En 1922, la Universidad de Münster le ofreció una posición, oferta que Ewald utilizó para solicitar un ascenso en Stuttgart. En 1922, Erwin Fues, otro estudiante de Sommerfeld, inició una estancia de postdoctorado con Ewald y completó su habilitación en 1924. En aquel mismo año, Ewald devino coeditor de Zeitschrift für Kristallographie. En 1929,  recibió una oferta de la Universidad Técnica de Hannover. De nuevo, aprovechó esta circunstancia para negociar la adjudicación de un segundo asistente, la conversión de su posición a profesor pleno, y un edificio separado para sus actividades de investigación. El edificio se inauguró formalmente en 1930 como el Instituto para Física Teórica, con Ewald en calidad de director y siguiendo el mismo modelo que el Instituto para Física Teórica de Sommerfeld en Múnich, en su dedicación de recursos tanto para el trabajo teórico como para espacio y equipamiento para el trabajo experimental.  En 1931, Ewald fue nombrado Director de la División de Ciencias Físicas.
Durante esta época, Ewald se dedicó principalmente a la investigación de la cristalografía de rayos X; las denominadas construcción de Ewald y la esfera de Ewald son dos de sus contribuciones prácticas a ese campo. En 1929, para poner orden en la proliferación de datos crisytalográficos, Ewald propuso la revisión y la compilación de los mejores datos en una sola publicación. Los resultados se publicaron en 1935 abjo el nombre Internationale Tabellen zur Bestimmung von Kristallstrukturen.  Otra contribución de Ewald, publicada en 1931, fue Strukturbericht Volume I (1913-1928).
Ewald fue elegido Rector de la universidad en 1932; debido a dificultades crecientes con miembros de la facultad afiliados al Partido Nacionalsocialista Obrero Alemán,  dimitió de su cargo en la primavera de 1933,  para dedicarse a sus actividades científicas.  Aun así, las diferencias con la Dozentenbund tuvieron como resultado que Wilhelm Stortz, Rector Universitario, suspendiera a Ewald.

### Emigración y establecimiento de la Unión Internacional de Cristalografía
Ewald emigró a Inglaterra en 1937 y consiguió una posición como investigador en Cambridge, hasta que le ofrecieron una plaza en la Universidad Queen’s de Belfast en 1939.  Más tarde ascendió al grado un profesor de física matemática.
Al acercarse el fin de Segunda Guerra Mundial,  Ewald empezó a preocuparse por la posibilidad del establecimiento de múltiples publicaciones nacionales de cristalografía en competencia entre ellas. Para evitarlo, propuso en 1944 el establecimiento de una Unión Internacional de Cristalografía (IUCr) que tendría la responsabilidad única editorial an el área de la cristalografía.  En 1946, fue elegido Presidente del Comité Provisional Internacional Cristalográfico en una reunión de cristalógrafos de trece países que tuvo lugar en Londres y sirvió en esta capacidad hasta 1948, cuándo la Unión se constituyó.  El Comité también le nominó editor de la publicación de la Unión, Acta Crystallographica, cuyo primer número se publicó en 1948, el mismo año en que Ewald presidió la primera Asamblea General y Congreso Internacional del IUCr, en la Universidad de Harvard.
En 1949, una década después de establecerse en Belfast, Ewald se trasladó a los Estados Unidos en 1949 y tomó una posición en el Instituto Politécnico de Brooklyn, como profesor y director del Departamento de Física. Se retiró del cargo de director en 1957 y de la enseñanza en 1959.
En 1952, Ewald fue elegido Presidente de la Asociación Cristalográfica Americana.  Sirvió en el Comité Ejecutivo de la IUCr desde su fundación hasta 1966. Se convirtió en Vicepresidente de la IUCr en 1957 y Presidente en 1960, una posición que mantuvo hasta 1963. Fue editor de  Acta Crystallographica hasta 1959.

## Honores
- 1958: Fellow de la Royal Society
- 1978: Medalla Max Planck
- 1979: Premio Gregori Aminoff
- 1986: La Unión Internacional de Cristalografía estableció el Premio Ewald para contribuciones excepcionales a la ciencia de cristalografía.

## Libros
- Paul Peter Ewald, Kristalle und Röntgenstrahlen (Salmer, 1923)
- Paul Peter Ewald, Theodor Pöschl, Ludwig Prandtl, John Dougall, Winifred Margaret, The physics of solids and fluids: with recent developments (Blackie and Son Limited, 1930)
- Paul Peter Ewald, Der Weg der Forschung (insbesondere der Physik) (A. Bonz'erben, 1932)
- Peter Paul Ewald (editor), 50 Years of X-Ray Diffraction (Unión Internacional de Cristalografía, 1962)
- Peter Paul Ewald, On the Foundations of Crystal Optics (Air Force Cambridge Research Laboratories, 1970)